# Photoperiodik
Die Photoperiodik ist der durch die Erdrotation bedingte rhythmische Wechsel von Hell und Dunkel in Zusammenwirken mit der Neigung der Ekliptik (jahreszeitliche Phasenverschiebung). Dadurch entsteht nördlich und südlich des Äquators eine zu den Polen hin immer stärker ausgeprägte Jahreszeitendynamik.
Durch die Anziehungskraft des Mondes und die damit verbundene Gezeitenreibung wird die Rotation der Erde unaufhörlich verlangsamt und damit auch die Photoperiodik beeinflusst. Durch diesen Effekt verlängern sich die Tage eines jeden Jahres um etwa 16 Mikrosekunden.
Im mittleren Jura vor 160 Millionen Jahren (zur Zeit der Dinosaurier) – also vor etwa 3,8 Milliarden Tagen – hatte das Jahr noch 385 Tage und nicht wie heute nur 365. Demzufolge währte ein Tag nur 23 unserer heutigen Stunden, da die Länge des Jahres, die durch die Geschwindigkeit mit der sich die Erde um die Sonne bewegt festgelegt ist, damals wie heute 8.760 Stunden beträgt. Die Photoperiodik war zur Zeit der Dinosaurier also im Mittel ein klein wenig kürzer als heute.
Als die Besiedelung des Landes durch die Urahnen der Pflanzen begann (vor rund 400 Millionen Jahren) hatte das Jahr vermutlich noch 405 Tage, also hatte ein Tag ca. 21,5 Stunden.
Die Photoperiodik spielt eine große Rolle bei Stoffwechselvorgängen in lebenden Organismen.